# Могадору
Могадо́ру (порт. Mogadouro; МФА: [mu.gɐ.ˈdo.ɾu], Мугедо́ру) — муніципалітет і містечко в Португалії, в окрузі Браганса. Розташований у північно-східній частині країни, на теренах історичної португальської провінції Трансмонтана. Належить до Брагансько-Мірандської діоцезії Католицької церкви в Португалії. Права міського самоврядування має з 1272 року. Поділяється на 28 парафій. За адміністративним поділом, чинним до 1976 року, був складовою провінції Трансмонтана і Верхнє Дору. Площа муніципалітету — 760,65 км², населення муніципалітету — 9542 ос. (2011); густота населення — 12,54 осіб/км²
. Патрон — святий Мамант. Святковий день муніципалітету — 15 жовтня. Поштовий індекс — 5200.  Код місцевої адміністративної одиниці — 0408. Складова статистичного регіону Північ.

## Географія
Могадору розташоване на північному сході Португалії, на сході округу Браганса, на португальсько-іспанському кордоні.
Містечко розташоване за 52 км на південь від адм.центру округу міста Браганса.
Могадору межує на півночі з муніципалітетами Маседу-де-Кавалейруш і Віміозу, на північному сході — з муніципалітетом Міранда-ду-Дору, на південному сході — з Іспанією, на півдні — з муніципалітетами Фрейшу-де-Ешпада-а-Сінта і Торре-де-Монкорву, на заході — з муніципалітетом Алфандега-да-Фе.

## Історія
1272 року португальський король Афонсу III надав Могадору форал, яким визнав за поселенням статус містечка та муніципальні самоврядні права.

## Населення
| Кількість мешканців | Кількість мешканців | Кількість мешканців | Кількість мешканців | Кількість мешканців | Кількість мешканців | Кількість мешканців | Кількість мешканців | Кількість мешканців | Кількість мешканців | Кількість мешканців | Кількість мешканців | Кількість мешканців | Кількість мешканців | Кількість мешканців |
| ------------------- | ------------------- | ------------------- | ------------------- | ------------------- | ------------------- | ------------------- | ------------------- | ------------------- | ------------------- | ------------------- | ------------------- | ------------------- | ------------------- | ------------------- |
| 1864                | 1878                | 1890                | 1900                | 1911                | 1920                | 1930                | 1940                | 1950                | 1960                | 1970                | 1981                | 1991                | 2001                | 2011                |
| 14 588              | 15 808              | 16 364              | 17 558              | 17 130              | 15 765              | 16 739              | 18 729              | 19 561              | 19 571              | 14 532              | 15 340              | 12 188              | 11 235              | 9 542               |

## Парафії
- Азіньозу
- Бемпошта
- Брусо
- Бруньозу
- Бруньозіню
- Вале-да-Мадре
- Вале-де-Порку
- Валверде
- Вентозелу
- Віла-де-Ала
- Вілар-де-Рей
- Віларіню-душ-Галегуш
- Каштаньєйра
- Каштелу-Бранку
- Каштру-Вісенте
- Мейрінюш
- Могадору
- Парадела
- Пенаш-Ройяш
- Переду-да-Бемпошта
- Ремондеш
- Салданя
- Санюане
- Сан-Мартіню-ду-Пезу
- Сотелу
- То
- Траванка
- Уррош